# 1496 en musique classique
| \| • Retour à la chronologie générale de la musique classique • \| |
| Grèce • Rome • Haut Moyen Âge • VIIIe siècle • IXe siècle • Xe siècle • XIe siècle XIIe siècle • XIIIe siècle • XIVe siècle • XVe siècle • XVIe siècle • XVIIe siècle XVIIIe siècle • XIXe siècle • XXe siècle • XXIe siècle |
| • Retour à la chronologie générale de la musique classique • |

| Années en musique classique : 1493 - 1494 - 1495 - 1496 - 1497 - 1498 - 1499    |
| Décennies en musique classique : 1460 - 1470 - 1480 - 1490 - 1500 - 1510 - 1520 |

## Naissances
- Adrien Thiebault, musicien et compositeur franco-flamand († 10 mars 1546).
- Johann Walther, compositeur allemand († 25 mars 1570).

## Décès
Vers 1496 :
- Johannes Regis, compositeur franco-flamand (° vers 1425).